# ابراسید
بر اساس تعریف کلاسیک، اَبَراَسید یا سوپراَسید، اسیدی با قدرت اسیدی بیشتر از سولفوریک اسید صد درصد خالص است که دارای تابع اسیدی هامت (H0) برابر با ۱۲- است. بر اساس تعریف جدید، سوپراَسید محیطی است که در آن پتانسیل شیمیایی پروتون بیشتر از سولفوریک اسید خالص است. سوپراَسیدهایی که به‌صورت تجاری در دسترس هستند شامل تری‌فلوئورومتان‌سولفونیک اسید (CF3SO3H) معروف به تریفلیک اسید و فلوئوروسولفوریک اسید (HSO3F) است که هر کدام از آن‌ها تقریباً هزار بار قوی‌تر (یعنی دارای H0 منفی‌تر) از سولفوریک اسید هستند. سوپراَسیدهای قوی از ترکیب یک اسید لوئیس قوی و یک اسید برونشتد قوی تولید می‌شوند. قوی‌ترین سوپراَسید شناخته‌شده فلوئوروآنیمونیک اسید می‌باشد.

## تاریخچه
عبارت سوپراَسید در اصل توسط جیمز برایانت کونانت در سال ۱۹۲۷ برای توصیف اسیدهایی که قوی‌تر از اسیدهای معدنی مرسوم هستند، ابداع شد. جرج اولاه اسید جادویی را با ترکیب آنتیموان پنتافلوئوراید (SbF5) و فلوئورو سولفونیک اسید (FSO3H) تهیه کرد که این نام به‌خاطر توانایی حمله به هیدروکربن‌ها بر آن نهاده شده‌است. این نام بعد از قرار دادن یک شمع در این اسید و حل شدن آن در اسید ابداع شد که نشان می‌داد این اسید قادر است هیدروکربن‌ها را پروتونه کند که در شرایط اسیدی معمول به هیچ وجه پروتونه نمی‌شوند.
در ۱۴۰ درجهٔ سانتی‌گراد، FSO3H–SbF5 متان را پروتونه کرده و کربوکاتیون ترشیاری بوتیل را تولید می‌کند. واکنشی که با پروتونه شدهٔ متان آغار می‌شود:

CH4 + H+ → CH5+
CH5+ → CH3+ + H2

CH3+ + 3CH4 → (CH3)3C+ + 3H2

## نام‌گذاری و مکانیسم
فلوئوروآنتیمونیک اسید (H
2FSbF

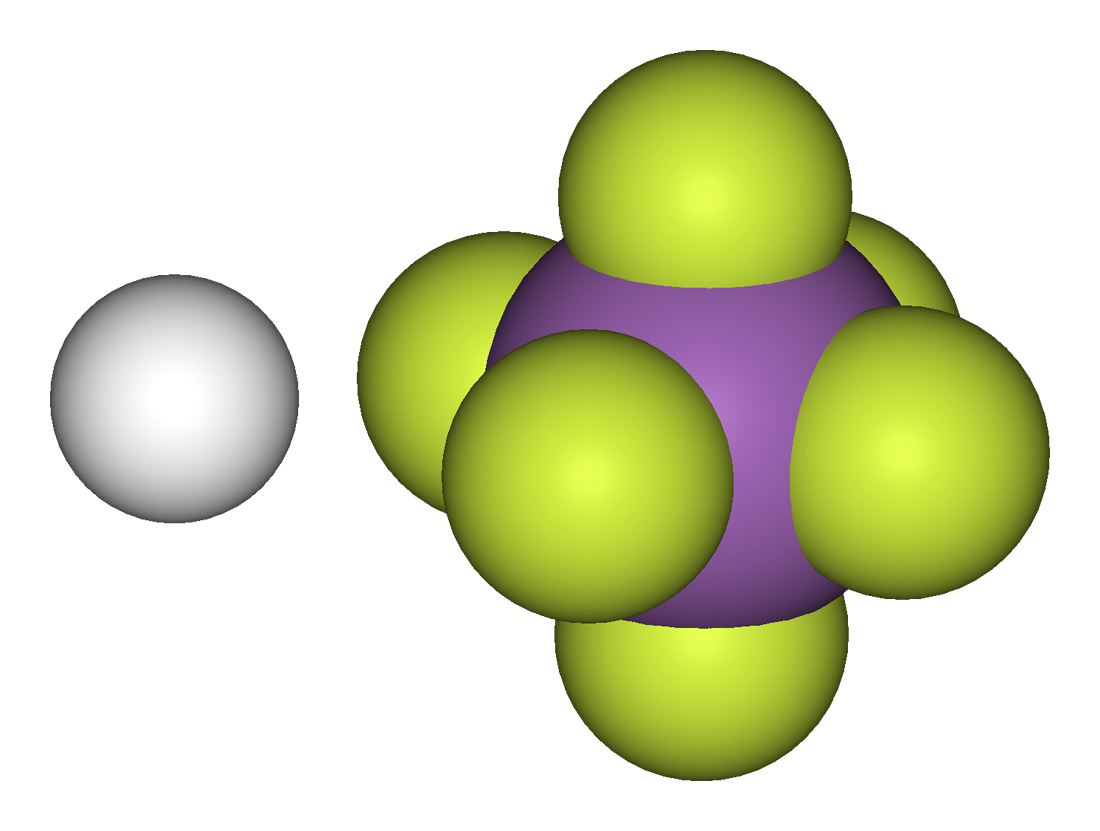
طراحی از یک سوپراَسید

6) قدرتی ۱۰۱۶ بار بیش از سولفوریک اسید صددرصد خالص دارد و می‌تواند محلول‌هایی با H0 کمتر از ۲۸- تولید کند. فلوئوروآنتیمونیک اسید ترکیبی از هیدروژن فلوئورید و آنتیموان پنتافلوئوراید است. در این سیستم، هیدروژن فلوئورید، پروتون خود را همزمان با برقراری پیوند -F با آنتیموان پنتافلوئوراید آزاد می‌کند. آنیون حاصل -SbF6 هم یک نوکلئوفیل ضعیف و هم یک باز ضعیف است.
با در نظر گرفتن قدرت اسیدی بسیار زیاد سوپراَسید معمولاً گفته می‌شود که پروتون مربوط به سوپراَسید «برهنه» است و در واقع، گویی هیچ پوششی از بار منفی اطراف آن قرار ندارد. از دیدگاه فیزیکی پروتون اسیدی هیچ‌گاه به‌طور کامل آزاد نیست (مثل یک پروتون غیر پیوندی) و با آنیون، البته به‌صورت بسیار ضعیف، پیوند برقرار می‌کند. در سوپراَسیدها پروتون از یک آنیون به آنیون دیگر از طریق مکانیسم گروتاس جهش می‌کند؛ دقیقاً مثل همان چیزی که برای پروتون‌های اسیدی در آب رخ می‌دهد. قدرت اسیدی بسیار زیاد اسیدها به دلیل آسان بودن انتقال پروتون‌ها به موادی است که در حال عادی نمی‌توانند پروتونه شوند (مثل هیدروکربن‌ها) و این به‌دلیل پایداری بسیار زیاد آنیون بازی مزدوج (مثل -SbF6) بعد از دادن پروتون است.

## کاربردها
کاربردهای معمول سوپراَسیدها شامل فراهم نمودن محیط مناسب برای تهیه، ابقا و شناسایی کربوکاتیون‌ها است. کربوکاتیون‌ها حدواسط واکنش‌های مفید متعددی همچون ساخت پلاستیک و تولید بنزین با عدد اکتان بالا هستند.
در پتروشیمی، محیط سوپراَسیدی به‌عنوان کاتالیست به‌ویژه برای آلکیل‌دار کردن استفاده می‌شود. کاتالیست‌های معمول اکسیدهای سولفاته تیتانیم و زیرکونیم یا به‌ویژه آلومینا یا زئولیت‌های اصلاح‌شده هستند. اسیدهای جامد برای آلکیل‌دار کردن بنزن با اتیلن و پروپیلن و همچنین برای آسیل‌دار کردن‌های سخت مثلاً برای کلروبنزن استفاده می‌شود.